# Lee Hardcastle
Lee Hardcastle (Leeds, Regne Unit, 21 de gener de 1985) és un animador britànic especialitzat en la tècnica stop-motion. És reconegut per les seves animacions artesanals i de producció independent. Aquestes poden ser animacions de guió original, versions de títols emblemàtics d'acció i terror de la dècada dels vuitanta, parodies de sèries d'animació, videoclips, entre d'altres, sempre presentant un contingut violent i amb un destacat component gore.

## Vida i obra
Lee Hardcastle va néixer a la localitat de Leeds, al Regne Unit. El seu interés envers el cinema va sorgir durant la seva etapa pre-adolescent. Als 18 anys decidí estudiar cinema a la Northern Film School de la Leeds Beckett University, graduant-se l'any 2006, començant des d'aleshores la seva tasca artística.
Inicialment feia servir figures d'acció en comptes de plastilina a les seves obres. A vegades també combinava l'stop-motion amb live-action, com en el video de 2014 "Game Boy: The Movie".
Hardcastle va fundar la companyia Missing Head Limited i posteriorment va debutar a la xarxa social Youtube el 13 de juliol de 2006 amb l'animació Dead Corps. La seva popularitat es va disparar l'any 2012 quan el curtmetratge T is for toilet fou seleccionat per a formar part de l'antologia The ABC's of Death. Ha treballat amb empreses tan importants com Momentum Pictures, 20th Century Fox, Adult Swim i artistes reputats com Sufjan Stevens. L'any 2014 va publicar al portal de crowdfunding Kickstarter el projecte Spook Train definit per ell mateix com "la primera película claysplotation del món". La recol·lecta de diners no va anar massa bé i no va poder arribar a assolir el límit establert de 40.000 lliures, deixant el projecte abandonat.Malgrat això, el portal IMDB considera el projecte en estat de filmació per a l'any 2016.
Hardcastle no només s'ha dedicat a l'animació. També fou bateria de forma professional de la banda de hardcore-punk Shit the bead de la cual ell mateix feia els videoclips.

## Influències
Entre els referents que més han influït en les seves creacions es troben els cineastes Quentin Tarantino, Robert Rodriguez i Sam Raimi, així com sèries animades per a adults com Els Simpsons i Family Guy. Pel que fa a la seva preferència per l'stop-motion, Hardcastle afirma que decidí començar a fer animacions per mitjà d'aquesta técnica després de visualitzar Comet Quest, Wallace i Gromit i especialment Celebrity Death Match. Ha citat també The Thing de John Carpenter com el seu film de terror preferit i més inspiracional per a les seves creacions.

## Filmografia

### Curtmetratges
| Any  | Títol                                               | Notes                                                            |
| ---- | --------------------------------------------------- | ---------------------------------------------------------------- |
| 2006 | Stories from the Hotel Next to the Haunted Hospital |                                                                  |
| 2010 | Chainsaw Maid 2                                     |                                                                  |
| 2010 | Une de Perdue,Dix de Retrouvees                     |                                                                  |
| 2011 | Nightmare                                           | Videoclip de Love Automatic                                      |
| 2011 | Postman Pat's Pet Sematary                          | Paròdia de la sèrie britanica Postman Pat                        |
| 2011 | A Zombie Claymation                                 |                                                                  |
| 2012 | T is for Toilet                                     | Segment del film The ABCs of Death                               |
| 2012 | Worm Farm                                           |                                                                  |
| 2012 | Pingu's the Thing                                   | Crossover de la sèrie animada Pingu i de la pel·lícula The Thing |
| 2012 | Hamster Hell                                        |                                                                  |
| 2012 | Claycat's The Thing                                 | Versió del film de John Carpenter The Thing                      |
| 2012 | Claycat's The Raid                                  | Versió del film The Raid                                         |
| 2012 | Claycat's Evil Dead II                              | Versió del film Evil Dead II                                     |
| 2012 | Chainsaw Babe 3D                                    |                                                                  |
| 2013 | Drug Bust Doody                                     |                                                                  |
| 2013 | An Alien Claymation                                 |                                                                  |
| 2013 | Ghost Burguer                                       |                                                                  |
| 2013 | NinPlayDoh Entertainment System                     |                                                                  |
| 2013 | A Good Clay to Die Hard                             | Versió del film de A Good Day to Die Hard                        |
| 2014 | There's Something in the Attic                      |                                                                  |
| 2015 | Frozen Blood Test                                   | Paròdia amb els personatges de la pel·lícula de Disney Frozen    |
| 2015 | Minion Ways to Die                                  | Parodia amb els personatges del film de Sony Animation, Minions  |
| 2015 | GUNSHIP:Tech Noir                                   |                                                                  |
| 2016 | Spook Train                                         | En procés de filmació                                            |

## Premis i nominacions
- Premi al millor curt dins de l'antologia The ABCs of Death.
- Nominació (juntament amb tots els altres directors de The Abc's of death) al Gold Hugo del Festival internacional de Chicago el 2012.
- Premi MTV Clubland Video of Year award pel videoclip de la cançó Kill The Noise PT.2 (Blvck Mvgic) del compositor de música electrónica Kill The Noise.
- Nominació dintre del top 5 al Done in 60 seconds award de Empire Magazine per la seva versió d'Evil Dead II.